# احمد کحیل
احمد کحیل (انگلیسی: Ahmed Kahil؛ زادهٔ ۱۵ مارس ۱۹۸۵) یک بازیکن فوتبال اهل قطر است.